# آل معلا
عائلة آل معلا هي العائلة المالكة الحاكمة في أم القيوين، إحدى الإمارات السبع التي تشكل الإمارات العربية المتحدة.
تقليدياً، ارتبطت العائلة بقيادة قبيلة آل علي. بلغ عدد قبيلة آل علي في مطلع القرن التاسع عشر حوالي 6750 فرداً، استقر معظمهم إما في أم القيوين (تضم 1000 عائلة) أو في بلدة فلج العلي الداخلية (التي عُرفت فيما بعد باسم فلج المعلا). بالإضافة إلى ذلك، يقيم ما يقرب من 200 عائلة آل علي في الشارقة و150 عائلة في رأس الخيمة. اجتازت مجموعة أصغر من البدو تضم نحو 140 عائلة المنطقة الواقعة بين الجزيرة الحمراء وفلج العلي. كانت هناك مجموعة فرعية فارسية داخل مجتمع آل علي أطلقت على قسم أم القيوين اسم "الملا". تعود أصول القبيلة إلى نجد.

## تأسيس أم القيوين
أول رئيس معروف لآل علي عندما استقروا في أم القيوين هو الشيخ راشد بن ماجد المعلا. كان الشيخ راشد مسؤولاً عن بناء قلعة أم القيوين في المدينة عام 1768، التي هي اليوم موطن لمتحف أم القيوين.
بنى الشيخ راشد الحصن وبرج المراقبة الخاص به بعد انتقال قبيلة آل علي من جزيرة سينية إلى البر الرئيسي بعد استنفاد إمدادات المياه في الجزيرة.

## الحكام
حكام المعلا المتعاقبون في أم القيوين هم:
- 1768- 1820: الشيخ راشد بن ماجد المعلا
- 1820- 1853: الشيخ عبدالله بن راشد المعلا
- 1853- 1873: الشيخ علي بن عبد الله المعلا
- 1873- 1904: الشيخ أحمد بن عبد الله المعلا (و. 1844 – ت. 1904)
- 1904- 1922: الشيخ راشد بن أحمد المعلا (و. 1876 – ت. 1922)
- 1922- 1923: الشيخ عبدالله بن راشد المعلا الثاني
- 1923- 1929: الشيخ حمد بن إبراهيم المعلا
- 1929- 1981: الشيخ أحمد بن راشد المعلا (مواليد 1904 – ت. 1981)
- 1981- 2009: الشيخ راشد بن أحمد المعلا الثاني (مواليد 1932 – ت. 2009)
- 2009- حتى الآن: الشيخ سعود بن راشد المعلا (مواليد 1952)

## نواب الحكام
وكان آل المعلا نواب حاكم أم القيوين المتعاقبون هم:
- 20 أبريل 2004 - الحاضر: الشيخ عبدالله بن راشد المعلا الثالث (مواليد 1971)